# 智力游戏
智力遊戲是有娛樂性質的問題、遊戲或是玩具。在過程中需要運用智慧，以邏輯方式解決游戏中的問題，完成游戏的挑戰。智力遊戲可以分為許多類，例如填字遊戲、找字遊戲、數學遊戲、邏輯益智遊戲等。也有些智力遊戲是配合實體的玩具，需依規則分開（如解環玩具或九連環）或是組合（例如拼圖、七巧板、索瑪立方體）。謎題學（Enigmatology）是有關智力遊戲的學術研究。
智力遊戲一般是為了娛樂用途而產生的，不過也可能是因為一些數學問題或邏輯問題而出現的。這類智力遊戲的解可能會對數學研究有很大的貢獻。
日本《數理科學》雜誌曾評選世界智力遊戲界的三大不可思議，结果是魔術方塊、獨立鑽石棋和華容道。

## 分類
智力遊戲可以分類如下：
- 情境猜謎，猜測情境型事件真相的智力遊戲。

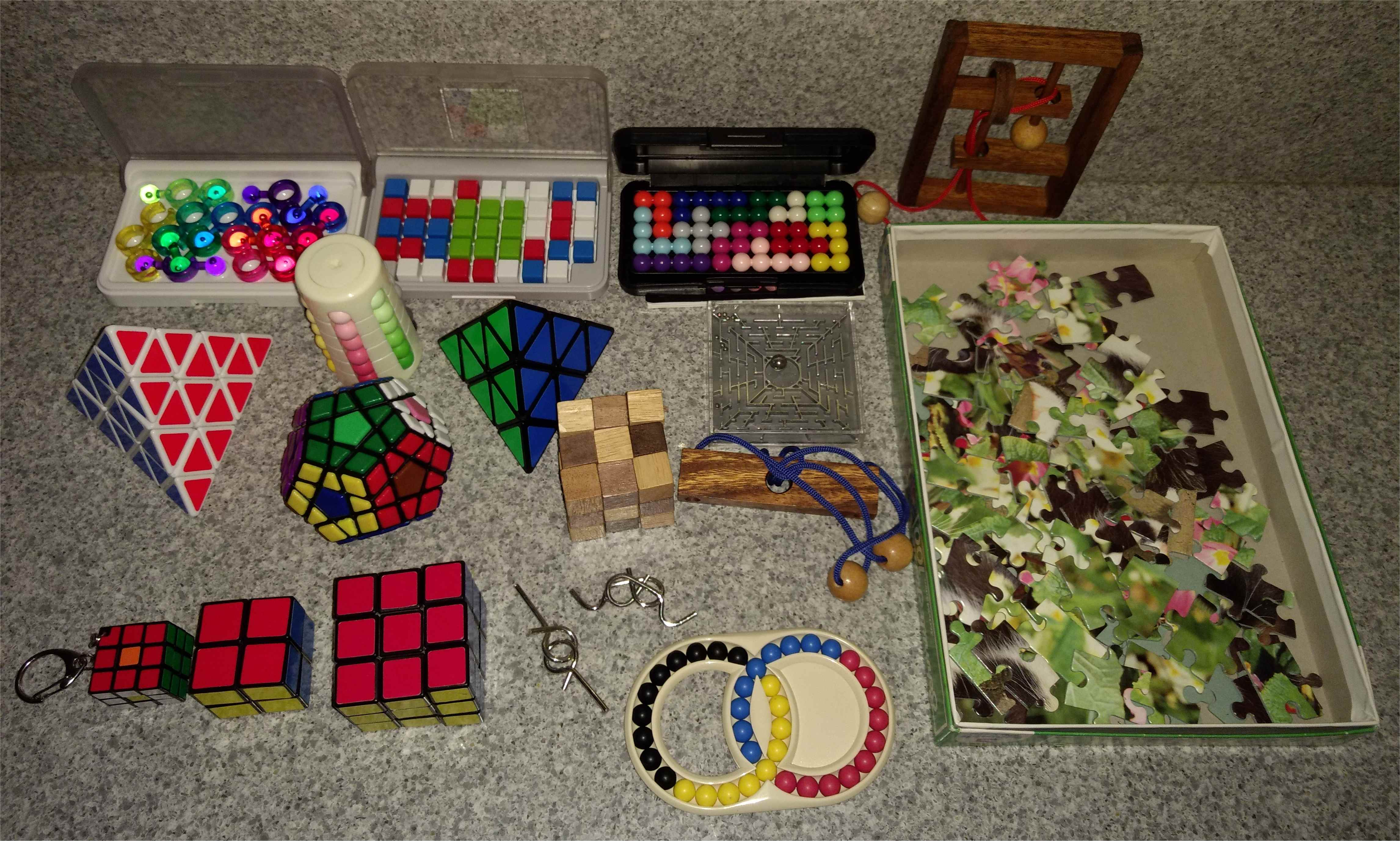
各种各样的智力游戏

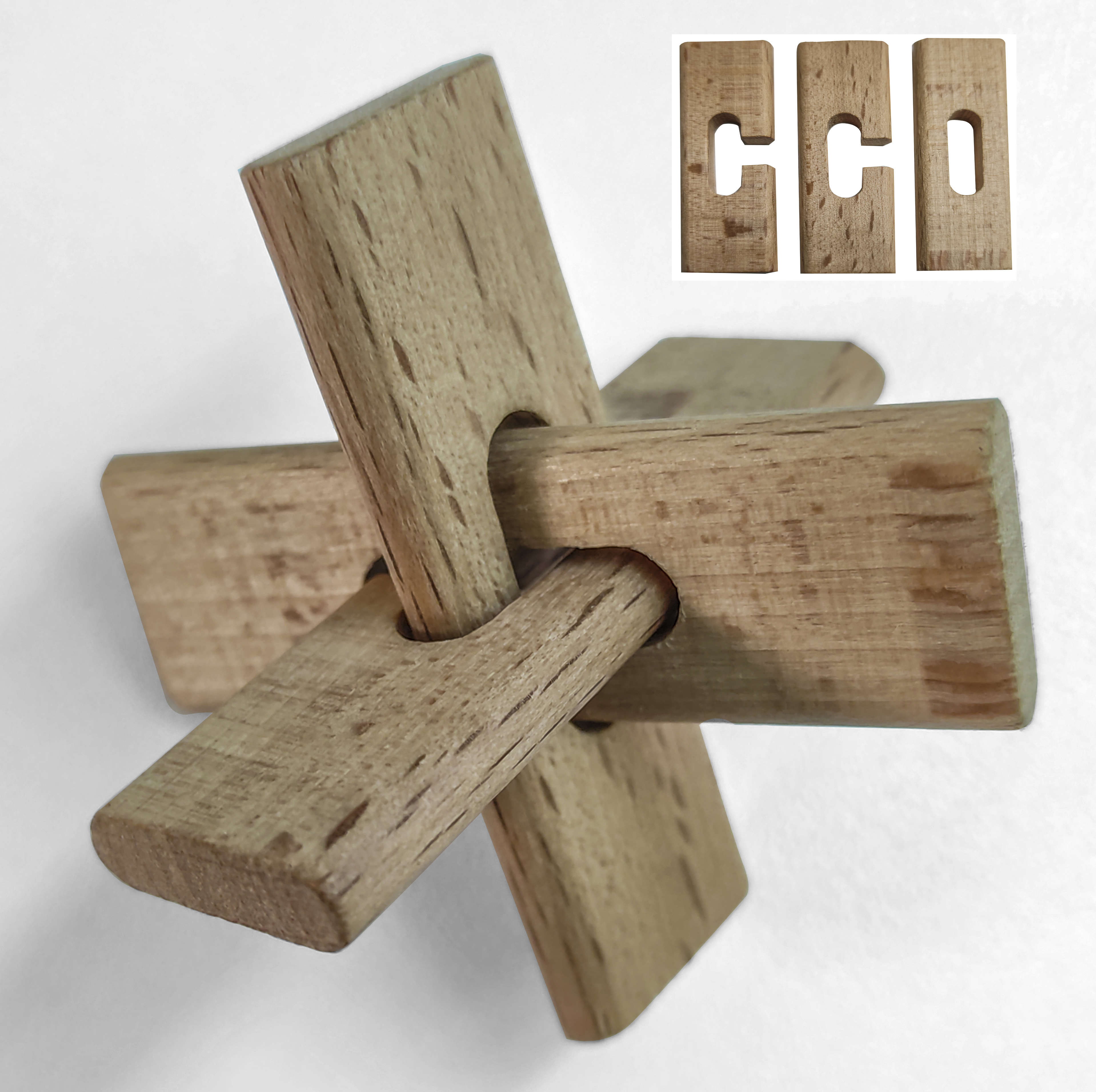
由三片零件組合成的智力游戏玩具

- 數學謎題，其中包括失踪的正方形，以及許多已確定沒有解答的不可能謎題，像是柯尼斯堡七桥问题、三個杯子問題及三間小屋問題。
  - 算額，日本書寫在匾額或繪馬的和算問題
- 國際象棋棋謎是有關國際象棋的謎題，例如騎士巡邏及八皇后问题。
- 機械智力玩具是有配合實體道具（例如魔方、索瑪立方體或孔明棋），需要移動、旋轉或組合以達到目的的智力遊戲
  - combination puzzle，例如魔方。
  - construction puzzle（英语：construction puzzle），例如stick puzzle（英语：stick puzzle）。
  - 解環玩具（英语：Disentanglement puzzle），例如九連環
  - 摺疊謎題（folding puzzle）
  - 拼圖
  - 謎題鎖（英语：lock puzzle），有隱藏機構，不易打開的鎖。
  - 秘密盒
  - 滑塊類遊戲（例如數字推盤遊戲及倉庫番）
  - 拼圖智力玩具（英语：tiling puzzle），例如七巧板、十五巧板
  - 汉诺塔
- Metapuzzle（英语：Metapuzzle），以其他智力游戏為元素組成的智力游戏。
- 紙筆遊戲謎題，例如連接點（英语：Connect the dots）及數織。
  - 也包括Nikoli推出的許多邏輯益智遊戲，例如數獨、數迴（slither link）、数和（Cross Sums）、數橋（Hashiwokakero）等。
- 找不同
- 巡迴謎題（英语：Tour puzzle），例如迷宮。
- 文字類遊戲，例如相同字母異序詞（anagram）、密碼、填字游戏、猜單詞遊戲及找詞遊戲（英语：Word search）。
- 電子益智遊戲
  - 消除类游戏
  - 益智遊戲平台（Puzzle-platformer）
  - 冒险游戏
  - 尋物遊戲
  - 踩地雷

## 外部連結
- 台灣益智玩具博物館